# Dravidogecko anamallensis
Dravidogecko anamallensis är en ödleart som beskrevs av  Günther 1875. Dravidogecko anamallensis ingår i släktet Dravidogecko och familjen geckoödlor. Inga underarter finns listade i Catalogue of Life.